# Randy Ragan
Randy Lee Ragan (High Prairie, Alberta, 1959. június 7. – ) kanadai válogatott labdarúgó. 

## Pályafutása

### Klubcsapatban
Albertában született. 1978 és 1979 között a Simon Fraser Clan együttesében szerepelt. 1980 és 1987 között a Toronto Blizzard játékosa volt. Játszott még a Victoria Vistas (1990) és a North York Rockets (1991) csapatában is.

### A válogatottban
1980 és 1986 között 40 alkalommal szerepelt a kanadai válogatottban. Részt vett az 1984. évi nyári olimpiai játékokon és az 1986-as világbajnokságon, ahol Kanada mindhárom csoportmérkőzésén kezdőként lépett pályára.